# Bugeranus
Bugeranus is een voormalig geslacht van vogels uit de familie kraanvogels (Gruidae). Het geslacht telde één soort. De soort maakt sinds 2010 deel uit van het geslacht Grus.

## Soorten
- Grus carunculatus synoniem: Bugeranus carunculata −  lelkraanvogel